# Гурский, Войцех
Во́йцех Гу́рский, полное имя — Во́йцех Ян Ю́зеф (пол. Wojciech Jan Józef Górski, 31 марта 1739 года, Макув — 1 февраля 1818 года, Кельце, Польша) — католический прелат, первый епископ Кельце с 26 июня 1805 года по 1 февраля 1818 год.

## Биография
Происходил из шляхетского рода герба Божаволя. 7 мая 1769 года Войцех Гурский был рукоположён в диакона и 14 мая 1769 года — в священника.
26 июня 1805 года Римский папа Лев VII назначил Войцеха Гурского новой епархии Кельце. 15 октября 1809 года состоялось рукоположение Войцеха Гурского в епископа, которое совершил краковский епископ Анджей Антоний Игнацы Гаврунский.
В 1810 году стал сенатором Варшавского герцогства.
Скончался 1 февраля 1818 года.